# Mochovaja (affluente della Pura)
La Mochovaja (in russo Моховая?) è un fiume della Russia siberiana orientale, affluente di sinistra della Pura (bacino idrografico del mare di Kara). Scorre nel Tajmyrskij rajon del Territorio di Krasnojarsk.
Ha origine e scorre per l'intero corso nella parte nord-occidentale del bassopiano della Siberia settentrionale, sfociando nella Pura a 166 km dalla foce. La sua lunghezza è di 197 km; il bacino è di 2 970 km². Il fiume attraversa regioni assolutamente remote e spopolate, senza incontrare alcun centro abitato in tutto il suo percorso. 
Il clima delle regioni attraversate è molto rigido, e provoca congelamenti del fiume che si prolungano per la maggior parte dell'anno (ottobre-giugno). Il bacino si trova nella zona del permafrost.